# Jōichi Itō

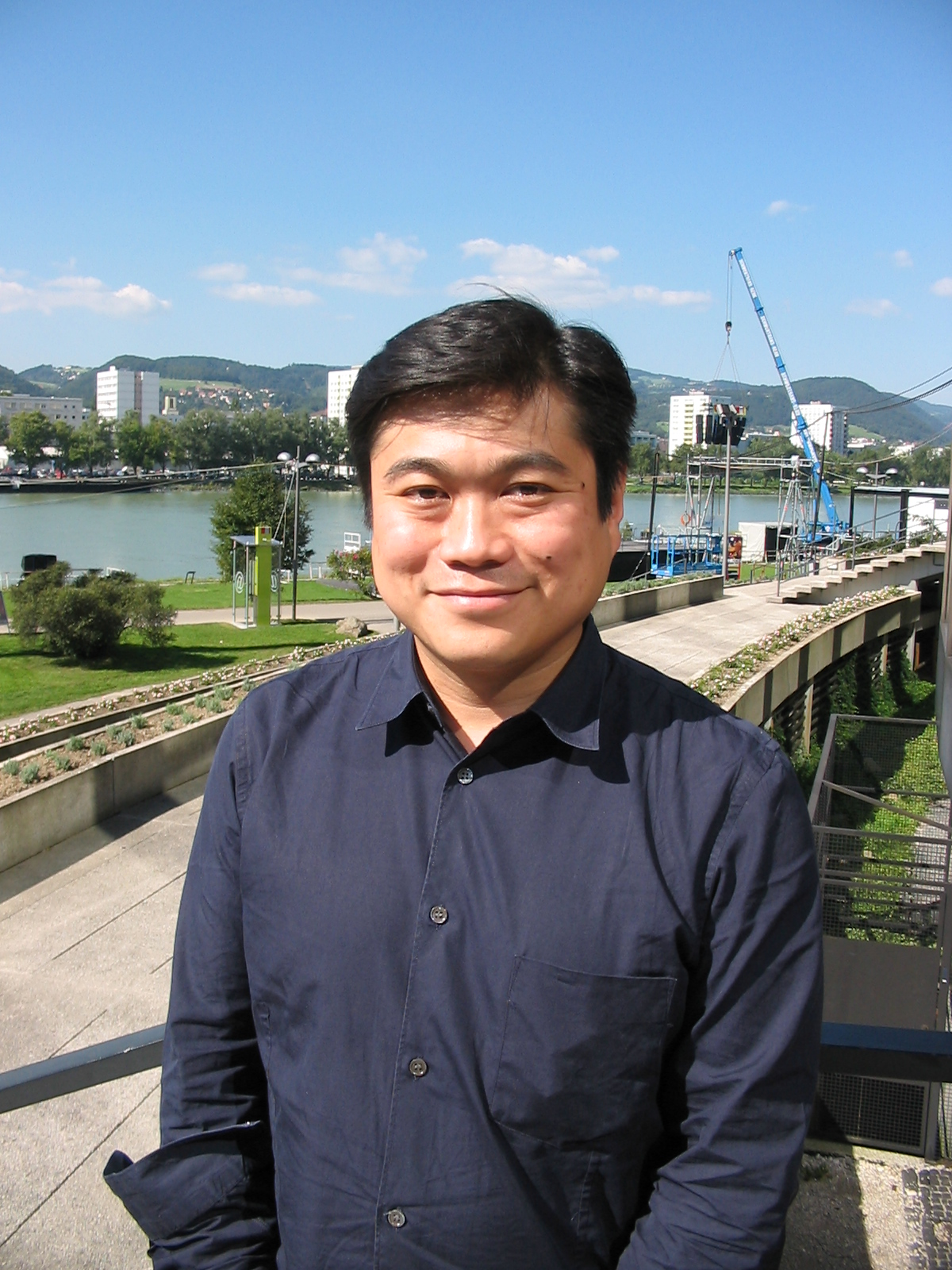
Joichi Ito auf der Ars Electronica

Jōichi Itō (jap. 伊藤穰一 Itō Jōichi) (* 19. Juni 1966 in Kyōto) ist ein  japanischer Aktivist, Unternehmer und Investor für Risikokapital.

## Leben
Ito wurde 1966 in Kyōto geboren und wanderte 1969 mit seinen Eltern zunächst nach Kanada, dann nach Michigan aus. Er ist ein Patenkind von Timothy Leary. Im Alter von 14 kehrte er nach Japan zurück, als seine Mutter Präsidentin von Energy Conversion Devices, Inc. Japan wurde.
Ito kehrte nach Amerika zurück, um die Tufts University zu besuchen, wo er unter anderem Pierre Omidyar, den späteren Gründer von eBay, traf. Bald stellte er fest, dass der Studienplan für ihn zu starr war. Er verließ Tufts und besuchte später die University of Chicago als Physikstudent. Auch diese verließ er wieder, da seiner Meinung nach das Programm mehr auf die Ausbildung von praktischen Ingenieuren wert legt als auf das Lehren von Physik, um ein intuitives Verstehen der Materie zu ermöglichen.
Jōichi Itō ist Gründer und Geschäftsführer der Risikokapitalfirma Neoteny Co., Ltd. Derzeit ist er auch Mitglied im Vorstand von Creative Commons und Socialtext, Vizepräsident von International Business and Mobile Devices für Technorati, Chairman von Six Apart Japan sowie ein Beitragender von Metroblogging.
Ito hat viel Aufmerksamkeit als Investor mit Konzentration auf Internet- und Technologiefirmen bekommen. Er war unter anderem an der Gründung von PSINet Japan, Digital Garage und Infoseek Japan beteiligt.
Er betreibt ein Blog und eine Reihe von Social-Media-Profilen, bis 2010 auch ein Wiki und einen IRC-Kanal. Itos Blog behandelt Urheberrecht, Demokratiepotenziale des Internets und gelegentlich Nonsens (zum Beispiel Stealth Disco – das Tanzen neben einer Person, ohne dass diese davon Notiz nimmt). Seit 2006/2007 ernährt er sich vegan. 2005 wurde er in den Vorstand (Board of Directors) der Mozilla Foundation aufgenommen, dem er (Stand 2019) nicht mehr angehört.
Von 2011 bis 2019 war Jōichi Itō Leiter des MIT Media Lab in Cambridge (Massachusetts). Ito trat am 7. September 2019 von seinen Ämtern am MIT, in Harvard, bei der John D. und Catherine T. MacArthur Foundation, der Knight Foundation, bei PureTech Health und der New York Times Company zurück, nachdem ihm finanzielle Verbindungen zum Sexualstraftäter und Finanzier Jeffrey Epstein sowie deren Verschleierung vorgeworfen worden waren. Vertraute wie Creative-Commons-Gründer Lawrence Lessig verteidigten Ito, zogen ihre Unterstützung nach Bekanntwerden neuer Details, aufgrund derer Ito letztlich sämtliche akademischen Tätigkeiten beendete, jedoch zurück.
2017 wurde er in die American Academy of Arts and Sciences gewählt und erhielt die IRI Medal.